# Uncial 073
Uncial 073 (numeração de Gregory-Aland), ε 7 (von Soden), é um manuscrito uncial grego do Novo Testamento. A paleografia data o codex para o século 6.

## Descoberta
Codex contém o texto do Evangelho segundo Mateus, em 1 folha de pergaminho (28 x 23 cm), e foi escrito com duas colunas por página, contendo 34 linhas cada.
O texto grego desse códice é um representante do Texto-tipo Alexandrino. Aland colocou-o na Categoria II.
Actualmente acha-se no Mosteiro de Santa Catarina (Harris 7) in Monte Sinai.
Outra folha do códex é designado por 084, ε 24 (von Soden). Ele contém texto dos Mateus 14,19-27; 15,2-8. Actualmente acha-se no Biblioteca Nacional Russa (Gr. 277) in São Petersburgo.

## Literatura
- J. Rendel Harris, Biblical fragments from Mount Sinai (London, 1890), pp. X, 16.
- C. R. Gregory, Textkritik des Neuen Testamentes III (Leipzig: 1909), p. 1027.